# Miran Kabe
Miran Kabe (加部 未蘭 Kabe Miran?, nacido el 17 de junio de 1992 en Tokio) es un exfutbolista japonés. Jugaba de delantero y su último club fue el Giravanz Kitakyushu de Japón.

## Trayectoria

### Clubes
| Club                | País  | Año  |
| ------------------- | ----- | ---- |
| Ventforet Kofu      | Japón | 2011 |
| Giravanz Kitakyushu | Japón | 2012 |

## Estadística de carrera

### J. League
| Club                | Año   | J. League | J. League | Copa J. League | Copa J. League | Total | Total |
| Club                | Año   | Part.     | Goles     | Part.          | Goles          | Part. | Goles |
| ------------------- | ----- | --------- | --------- | -------------- | -------------- | ----- | ----- |
| Ventforet Kofu      | 2011  | 0         | 0         | 0              | 0              | 0     | 0     |
| Giravanz Kitakyushu | 2012  | 2         | 0         | -              | -              | 2     | 0     |
| Total               | Total | 2         | 0         | 0              | 0              | 2     | 0     |